# Шёнайх, Франц фон
Франц Ксаверий Винценц Карл фон Шёнайх (нем. Franz Xaver Vinzenz Karl Freiherr von Schönaich; 27 февраля 1844 — 26 января 1916) — австро-венгерский военачальник, министр ландвера Цислейтании в 1905—1906, военный министр Австро-Венгрии в 1906 — 1911. Барон (1908).

## Биография
Родился в семье чиновника австрийского правительства. В детстве потерял отца, воспитывался в семье лейб-медика эрцгерцога Альбрехта Йозефа Штандтартнера. В доме отчима познакомился с крупнейшими деятелями немецкой культуры своего времени, в том числе с Антоном Брукнером и Рихардом Вагнером. С последним поддерживал отношения вплоть до его смерти.
В 1858 окончил Терезианскую военную академию, выпущен лейтенантом. С 1862 — командир батальона полевых егерей. В 1866 получил чин обер-лейтенанта, в 1870 — капитана, в 1876 — майора, в 1882 — подполковника, в 1885 — полковника. С 1891 — генерал-майор, с 1895 — фельдмаршал-лейтенант, с 1904 — фельдцейхмейстер.
В 1864 принимал участие в Датской войне. В 1866 принимал участие в сражении при Кёниггреце. В 1865—1867, с перерывом на Австро-прусско-итальянскую войну, получил дополнительное образование в Центральной кавалерийской и военной школе (Zentral-Kavallerie- und der Kriegsschule). С 1868 — на работе в генеральном штабе, в 1878 отличился при проведении мобилизации во время оккупации Боснии и Герцеговины. В разное время служил дивизионным и корпусным генералом. В 1887—1895 — начальник штаба генерального военного инспектора эрцгерцога Альбрехта. В 1895—1899 — командир дивизии. С 1899 — начальник секции Военного министерства, затем заместитель военного министра. С 1902 — командир 9 корпуса, расквартированного в Йозефштадте.
В 1905 назначен министром ландвера (военным министром) Цислейтании. Планировал ввести в территориальных войсках собственную артиллерию.
Уже в 1906 назначен общеимперским военным министром, произвел реформирование горных частей, активно занимался модернизацией крепостей, системы снабжения фронтовых частей пищевым довольствием. Уделял большое внимание организации социальной защиты военнослужащих, обеспечению пенсиями вдов и сирот погибших военных. Вступил в конфликт с престолонаследником эрцгерцогом Францем Фердинандом и прессой, в 1911 был вынужден уйти в отставку. До начала Первой мировой войны жил частной жизнью.
После начала войны занялся социальной работой, в 1914 возглавил Фонд помощи военным вдовам и сиротам, возглавлял его до самой смерти.
В 1908 вступил в брак с вдовой своего друга, вице-президента Депозитенбанка Альбрехта Хиллера Матильдой Людовикой Каролиной, усыновил сына жены от первого брака и передал ему право на свой титул.
С 1902 — член Тайного совета, с 1908 барон. В 1910 удостоен Большого креста Ордена Святого Стефана. Был известен как парламентский оратор, регулярно выступал перед депутатами с докладами по вопросам обороны. Являлся доверенным лицом эрцгерцога Альбрехта и императора Франца Иосифа.